# Vladimír Eminger
Vladimír Eminger (* 3. April 1992 in Most, Tschechoslowakei) ist ein deutsch-tschechischer Eishockeyspieler, der seit April 2020 bei den Fischtown Pinguins Bremerhaven aus der Deutschen Eishockey Liga (DEL) unter Vertrag steht und dort auf der Position des Verteidigers spielt. Zuvor war Eminger unter anderem in der tschechischen Extraliga sowie finnischen Liiga aktiv, wo er weit über 350 Partien absolvierte, und mit Oulun Kärpät im Jahr 2014 Finnischer Meister wurde.

## Karriere

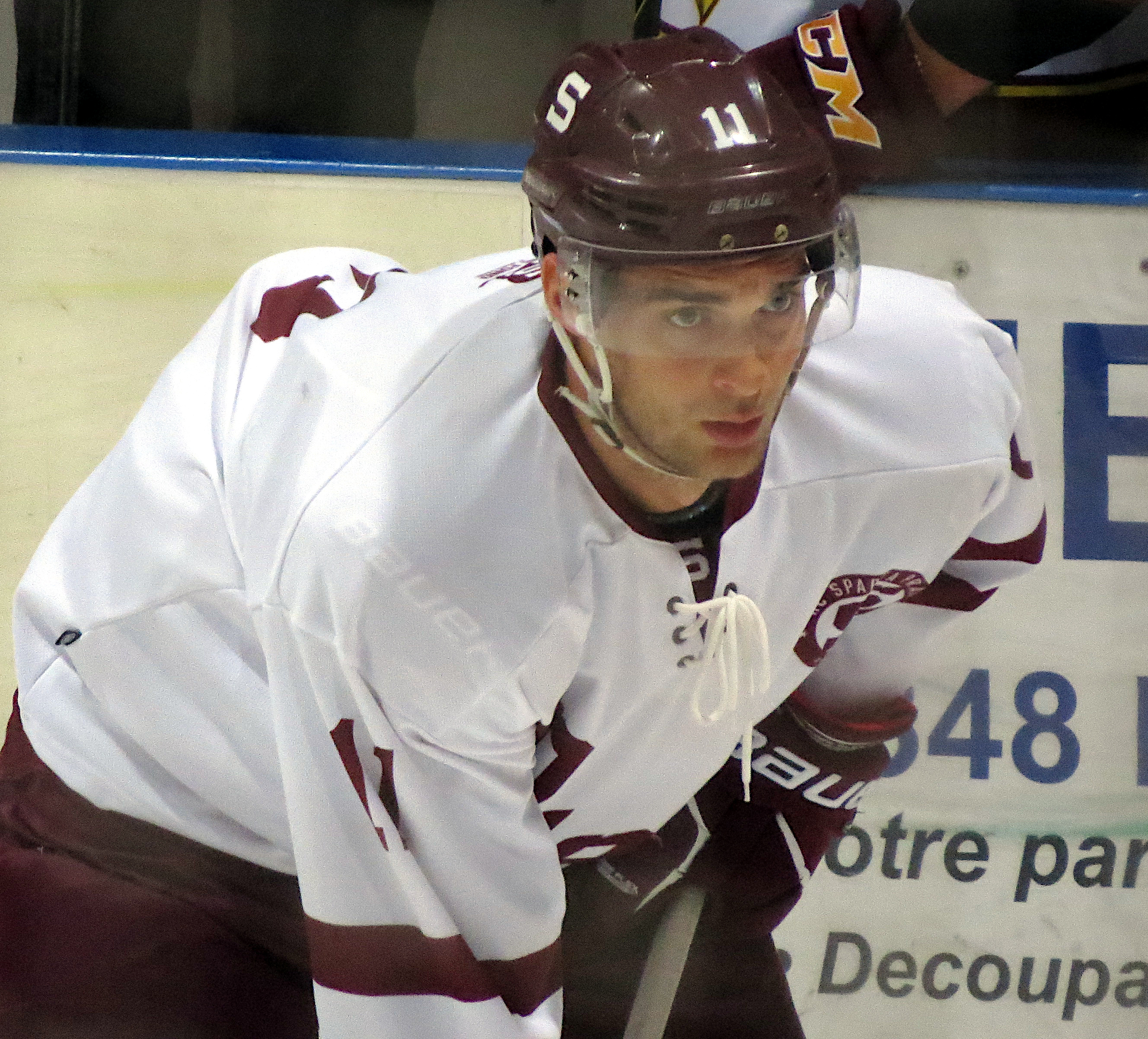
Eminger im Trikot des HC Sparta Prag (2016)

Vladimír Eminger erlernte den Eishockeysport in der Nachwuchsabteilung des HC Litvínov, in der er bis 2011 alle Nachwuchsmannschaften bis hin zu den U18- und U20-Junioren durchlief. Im Jahr 2011 entschied er sich für einen Wechsel zur U20-Juniorenmannschaft von Oulun Kärpät aus Finnland. Im Sommer 2012 verlängerte er seinen Vertrag bei Kärpät um zwei Jahre, gab während der Saison 2012/13 sein Debüt in der finnischen Profiliga, der SM-liiga, und absolvierte bis Saisonende 36 Spiele. In der Saison 2013/14 war er Stammspieler im Profikader von Kärpät und gewann am Saisonende den finnischen Meistertitel mit dem Team. Während der Saison 2014/15 wurde er zunächst an Kajaanin Hokki ausgeliehen, ehe er im November 2014 zurück nach Tschechien zum HC Sparta Prag wechselte, für den er bis zum Ende der Saison 2016/17 in der Extraliga spielte.
Für die Spielzeit 2017/18 wurde der Verteidiger zunächst an den BK Mladá Boleslav ausgeliehen, der ihn zur Folgesaison fest verpflichteten. Zudem erhielt er eine Spielberechtigung für den HC Slovan Ústí nad Labem aus der zweitklassigen 1. Liga. Im Januar 2019 wurde er im Tausch gegen Sabahudin Kovačevič an den HC Energie Karlovy Vary ausgeliehen. Für Karlovy Vary spielte er auch in der Saison 2019/20 und erzielte in 50 Extraliga-Partien 13 Scorerpunkte.
Im April 2020 verkündeten die Fischtown Pinguins Bremerhaven die Verpflichtung von Eminger. Der Deutsch-Tscheche entwickelte sich dort schnell zum Stammspieler und erreichte mit dem Team in der Saison 2023/24 mit dem Gewinn der Vizemeisterschaft den bis dato größten Erfolg der Bremerhavener Vereinsgeschichte.

### International
Sein Debüt für die tschechische Nationalmannschaft gab Eminger in der Saison 2014/15, als er im Rahmen der Euro Hockey Tour zwei Spiele absolvierte.

## Erfolge und Auszeichnungen
- 2014 Finnischer Meister mit Oulun Kärpät
- 2016 Tschechischer Vizemeister mit dem HC Sparta Prag
- 2024 Deutscher Vizemeister mit den Fischtown Pinguins Bremerhaven

## Karrierestatistik
Stand: Ende der Saison 2024/25
(Legende zur Spielerstatistik: Sp oder GP = absolvierte Spiele; T oder G = erzielte Tore; V oder A = erzielte Assists; Pkt oder Pts = erzielte Scorerpunkte; SM oder PIM = erhaltene Strafminuten; +/− = Plus/Minus-Bilanz; PP = erzielte Überzahltore; SH = erzielte Unterzahltore; GW = erzielte Siegtore; 1 Play-downs/Relegation; Kursiv: Statistik nicht vollständig)